# Duberlí Rodríguez
Duberlí Apolinar Rodríguez Tineo (Huarmaca, Huancabamba, 1 de octubre de 1949) es un abogado y magistrado peruano. Fue Presidente de la Corte Suprema de Justicia entre el 2017 y 2018. Además, fue también Diputado de la República durante el periodo 1985-1990.

## Biografía
Nació en Huarmaca, el 1 de octubre de 1949.
Estudió la carrera de Derecho y Ciencias Políticas en la Universidad Nacional Pedro Ruiz Gallo durante 1982. Cuenta con una maestría en Ciencias Penales por dicha universidad en 2005, así como un doctorado por la Universidad de Alicante de España.
Ejerció la docencia en la Universidad Nacional de Cajamarca, la Universidad  Privada de Tacna, la Universidad Nacional Jorge Basadre Grohmann, la Universidad de Chiclayo, así como en la Academia de la Magistratura.

## Vida política
Fue militante de la coalición Unión de Izquierda Revolucionaria (UNIR). Su carrera política se inicia en las elecciones generales de 1980, donde postuló a la Cámara de Diputados por la UNIR, sin embargo en esa ocasión no resultó elegido; pero 5 años después sí llegó a ocupar un escaño en el Congreso nacional 

### Regidor del Distrito de José Leonardo Ortiz (1980-1983)
En las elecciones municipales de 1980, fue elegido Regidor del Distrito de José Leonardo Ortiz por la Izquierda Unida para el periodo municipal 1980-1983.

### Diputado (1985-1990)
En las elecciones generales de 1985, fue elegido Diputado de la República en representación de Lambayeque por la Izquierda Unida, con 16,100 votos, para el periodo parlamentario 1985-1990.
El 14 de diciembre de 1985, un día antes del término de la legislatura ordinaria, ingresó a la Cámara de Diputados para su debate y aprobación el proyecto de ley N° 415 para conceder amnistía a los terroristas, propuesta que no llegó a aprobarse.
Fue vocal superior en Lambayeque (1996-2007) y vocal supremo desde el 2007.

### Presidente del Poder Judicial (2017-2018)
El 1 de diciembre del 2016, el pleno de la Sala plena del Poder Judicial lo eligió como Presidente para el periodo 2017-2018, en reemplazo de Víctor Ticona Postigo, que había renunciado días atrás al ser nombrado presidente del Jurado Nacional de Elecciones (en ese momento ejercía interinamente la presidencia de la Corte Suprema Ramiro de Valdivia Cano). Obtuvo 12 votos contra 7 de su competidora, la magistrada Elvia Barrios.
El 2 de enero del 2017, Rodríguez juramentó su cargo en una ceremonia realizada en el Palacio de Justicia del Perú, en la que estuvo presente el entonces Presidente de la República Pedro Pablo Kuczynski.
Ante la crisis institucional que vino enfrentando el Poder Judicial, Rodríguez renunció el 19 de julio del 2018 tras la difusión de audios que habían revelado una trama de corrupción que ha alcanzado a jueces, empresarios y miembros del Consejo Nacional de la Magistratura. Al día siguiente, fue designado como Presidente de la Primera Sala de Derecho Constitucional y Social Transitoria de la Corte Suprema.

## Publicaciones
- Lucha contra la corrupción. Compilado por el congresista Edgar Reymundo Mercado (2008).

| Predecesor: Ramiro de Valdivia Cano (interino) | Presidente de la Corte Suprema y del Poder Judicial del Perú 2 de enero del 2017 - 19 de julio del 2018 | Sucesor: Francisco Távara Córdova (interino) |